# Famous Players-Lasky Corporation
Famous Players-Lasky Corporation è stata una casa di produzione e distribuzione cinematografica statunitense creata il 19 luglio 1916 con la fusione di Famous Players Film Company e di Jesse L. Lasky's Feature Play Company.
La società, guidata dal presidente Adolph Zukor, fu il risultato della fusione di otto case di produzione facendone una delle più grandi compagnie dell'industria cinematografica del muto.
Nel settembre 1927, Famous Players-Lasky subì una drastica riorganizzazione e prese il nome di Paramount Pictures Corporation.

## Storia
Nel 1914, la Famous Players Films e la Jesse L. Lasky Feature Plays firmarono un contratto di distribuzione con la Paramount Pictures Corporation di William Wadsworth Hodkinson. L'accordo prevedeva che Hodkinson distribuisse i film prodotti dalle due compagnie che avrebbero ricevuto il 65% dei profitti, mentre il restante 35% sarebbe andato alla Paramount. Se, all'inizio, l'accordo era sembrato un buon affare, ben presto Zukor e Lasky si resero conto che avrebbero guadagnato di più se avessero potuto distribuire direttamente i loro film, tagliando fuori Hodkinson. Di comune accordo, i due studiarono la possibilità di comperare la quota di Hodkinson e di incorporare le tre compagnie.
Nel 1915, Zukor cominciò a comperare quante azioni poteva della Paramount, incluse quelle appartenenti a Hiram Abrams, membro della direzione Paramount. Il 13 luglio 1916, all'annuale incontro direttivo, Hodkinson fu esautorato e rimpiazzato da Abrams, eletto al suo posto con un solo voto di maggioranza.

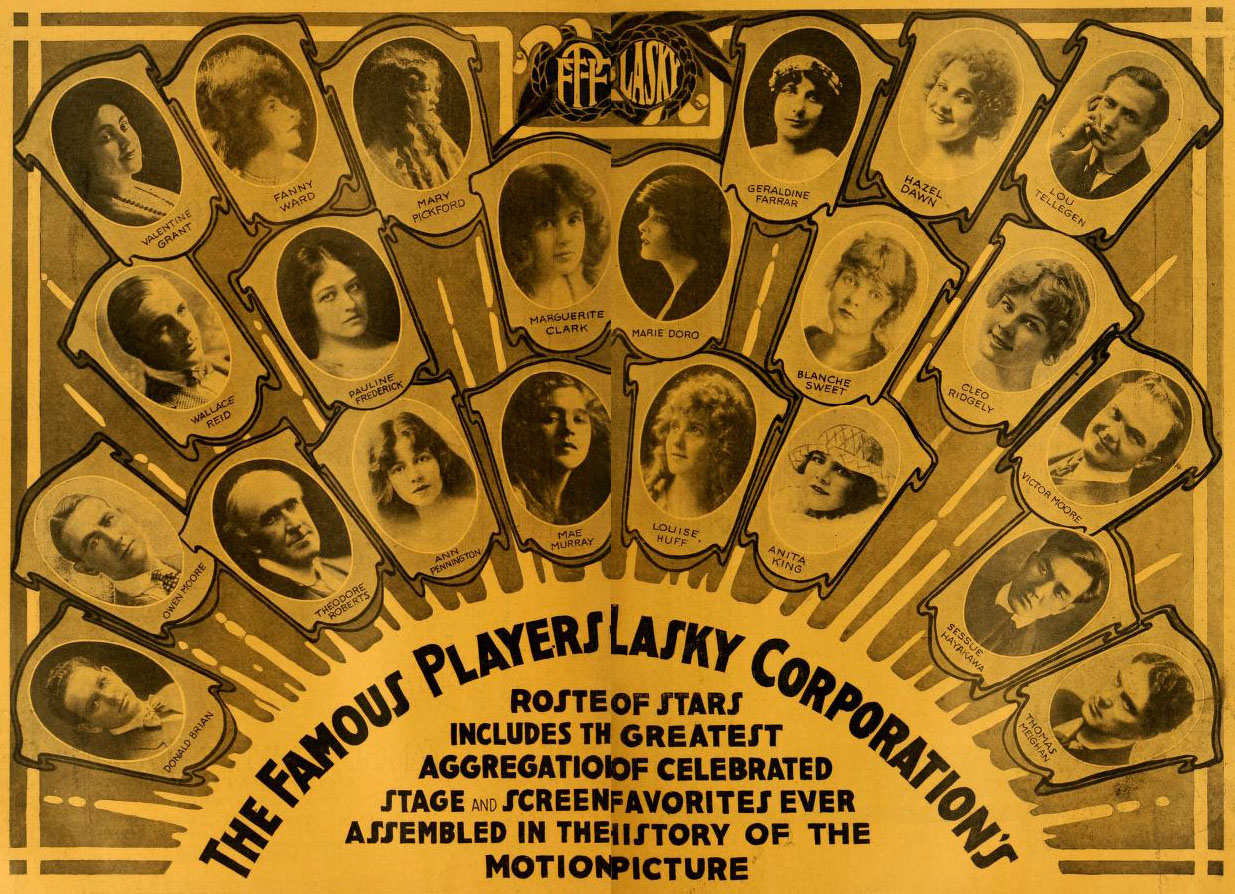
Pubblicità (1916): Le star della compagnia

Il 19 luglio 1916, dopo neppure una settimana dall'uscita di scena di Hodkinson, Famous Players e Lasky Feature Play Company si fusero, creando la Famous Players-Lasky, con Zukor presidente e Lasky vice presidente. Per un breve periodo, la Famous Players-Lasky agì come una holding con i suoi sussidiari che erano Famous Players, Feature Play, Oliver Morosco Photoplay, Bosworth, Cardinal, Paramount Pictures Corporation, Artcraft e The George M. Cohan Film Corporation. Il 29 dicembre 1917, tutte queste compagnie vennero incorporate in una sola, che prese il nome di Famous Players-Lasky Corporation.
Ciò nonostante, Zukor non era soddisfatto. I costi di produzione dei film stavano salendo, le sceneggiature costavano sempre di più e il formarsi dello star system faceva sì che gli attori famosi si sentissero autorizzati a richiedere salari sempre più alti. Zukor, che aveva bisogno di aumentare le entrate, trovò il sistema per risolvere il suo problema con l'integrare in una sola società la produzione, la distribuzione e l'uscita in sala.

## Le star
In parte, il successo della Famous Players-Lasky Corporation può essere attribuito alla politica di Zukor nei riguardi dello star system. Nomi celebri come quelli di Mary Pickford, Rodolfo Valentino, Gloria Swanson, Clara Bow, Nancy Carroll, Ruth Chatterton e la cantante lirica Geraldine Farrar contribuirono a rendere inconfondibile il marchio della Famous Players-Lasky.

## Galleria d'immagini

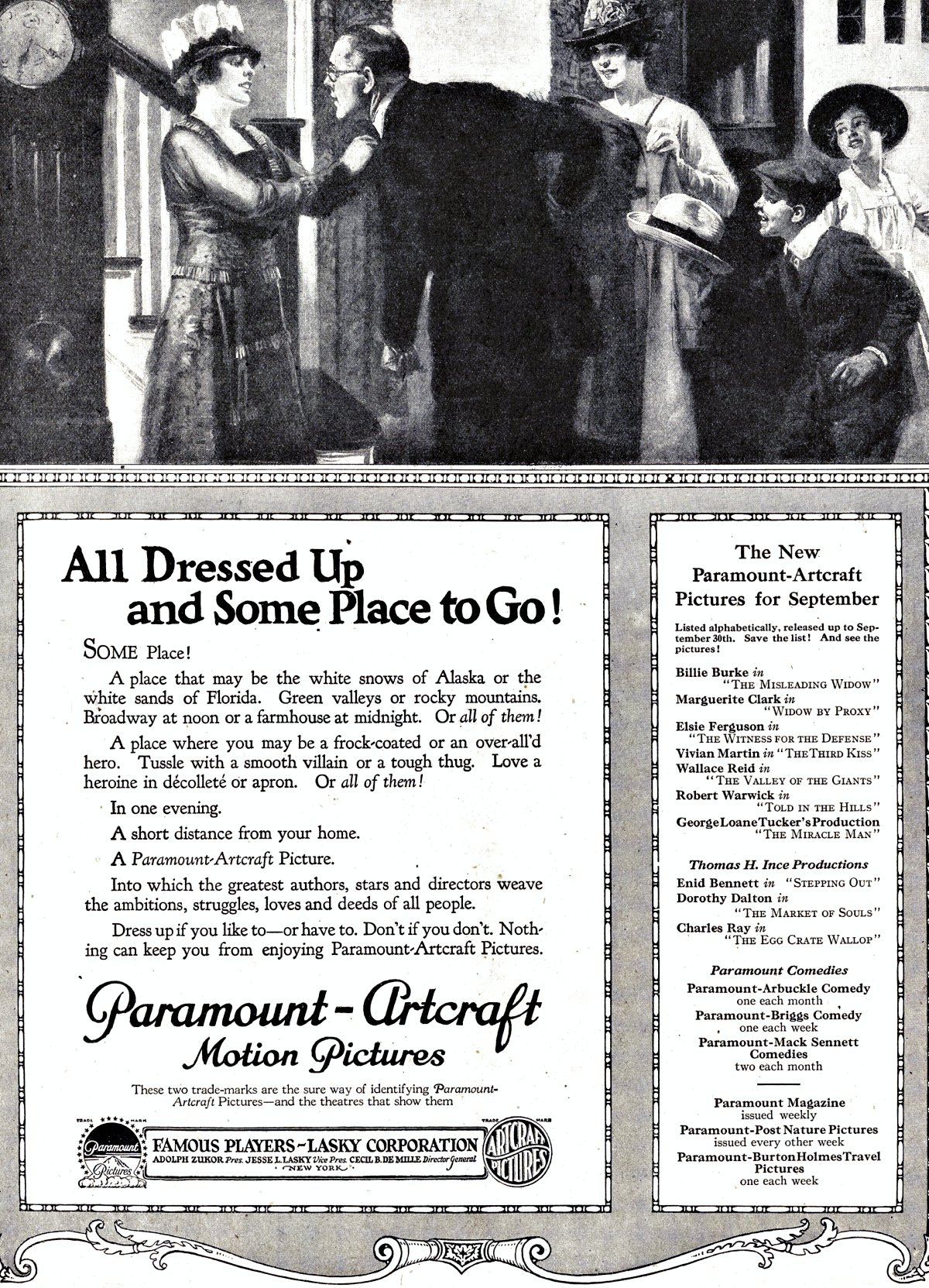
Paramount Artcraft (1919)
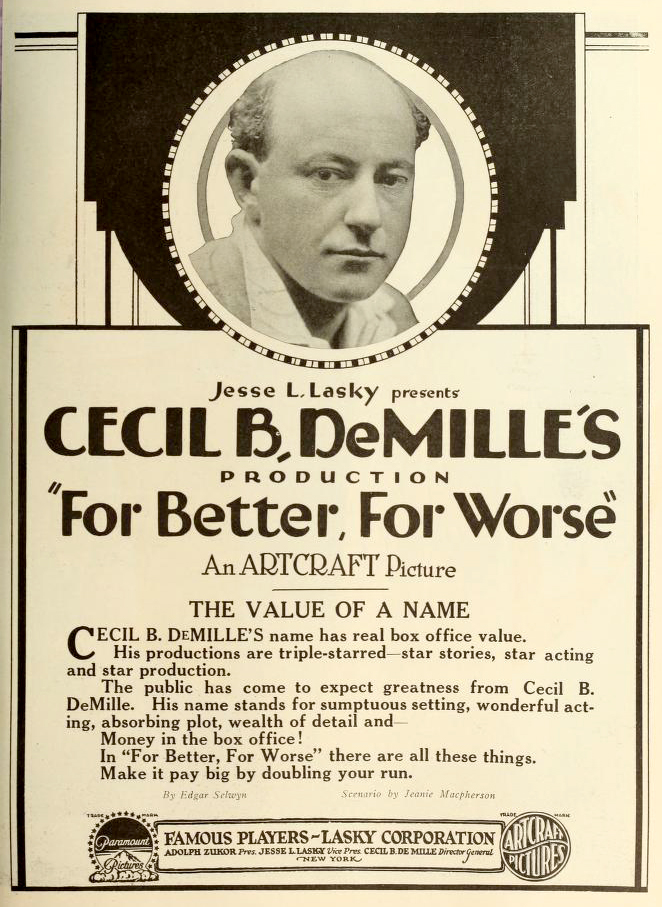
Artcraft Pictures (1919)
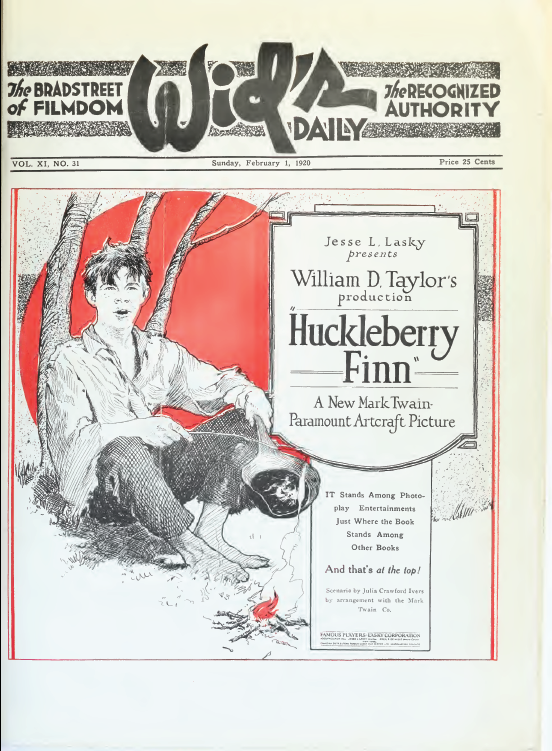
Paramount Artcraft (1920)
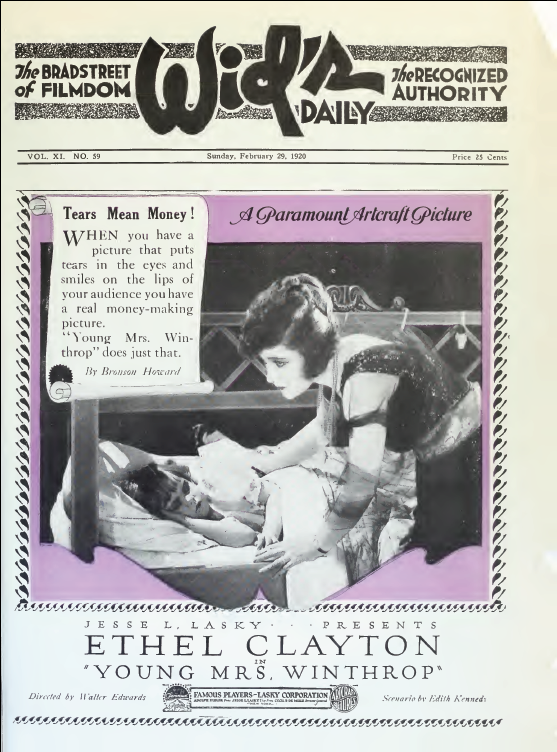
Paramount Artcraft (1920)
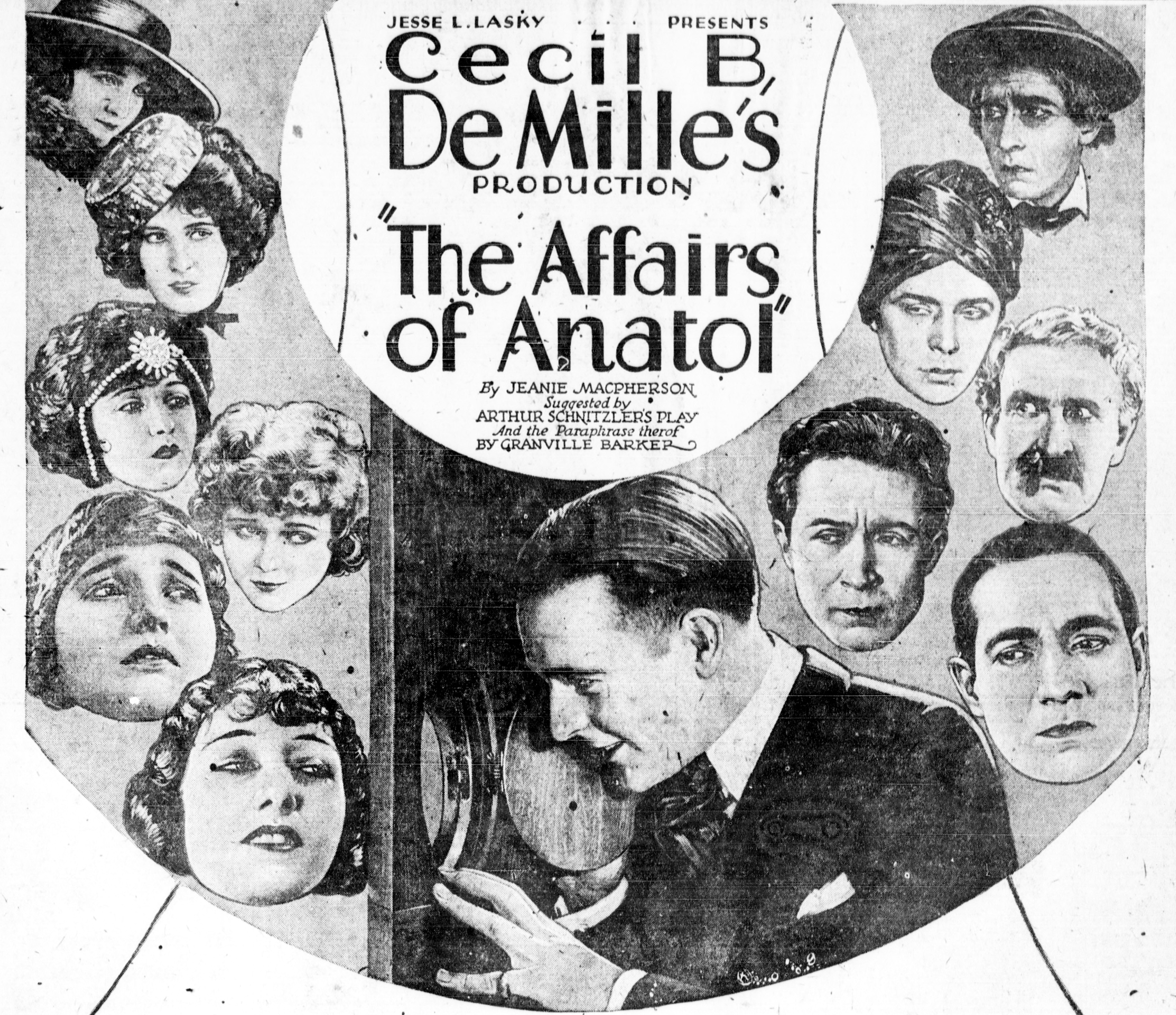
Cecil B. DeMille's Production (1921)

## Filmografia
La Famous Players-Lasky Corporation, come casa di distribuzione, dal 1914 al 1922 distribuì 539 film.
Come casa di produzione, nell'arco degli anni che vanno dal 1916 al 1927 - quando la società venne fusa, diventando Paramount - produsse, secondo la filmografia IMDb, 484 film.